# امید (خواننده)
امید سلطانی (زادهٔ ۶ مرداد ۱۳۴۱) که با نام هنری امید شناخته می‌شود، خوانندهٔ پاپ ایرانی مقیم آمریکا است.

## زندگی
امید سلطانی در ۶ مرداد ۱۳۴۱ در محلهٔ پیچ شمیران تهران متولد شد و دوران کودکی‌اش را در محلهٔ مجیدیه و سپس نواب سپری کرد. او چهار خواهر و چهار برادر دارد.

### از هنرستان تا جبهه
وی دبیرستان را در هنرستان صنعتی تهران گذراند و پس از اخذ دیپلم فنی راه و ساختمان، در ۱۸ سالگی به‌عنوان سرباز وارد نیروی زمینی ارتش شد و پس از آن به خط مقدم جنگ ایران و عراق اعزام شد. او در منطقهٔ کوشک، سربازی‌اش را به اتمام رسانید و پس از آن در انجمن خوشنویسان ایران، ثبت نام کرد و به فراگیری این حرفه پرداخت. سپس برای تحصیل به ترکیه مهاجرت کرد و در آنجا برای تأمین نیاز مالی در کاباره‌ها به خواندن پرداخت. امید تحصیلات خود را تا مهندسی معماری ادامه داد.

### علاقه به خوانندگی و خوشنویسی
امید از دوران دبیرستان، به‌تدریج به موسیقی علاقه نشان می‌داد. به‌طوری که برای دوبار متوالی در مسابقات خوانندگی اردوی رامسر، مقام اول را کسب کرد. وی در کنار کار خوشنویسی و طراحی، به انجمن حفظ و اشاعهٔ موسیقی اصیل راه پیدا کرد و آنجا زیر نظر اساتید مختلف آموزش دید.

### مهاجرت و اولین آلبوم
امید در سن ۲۳ سالگی، برای ادامهٔ تحصیل در رشتهٔ مهندسی معماری به ترکیه مهاجرت کرد و در آنجا برای تأمین نیاز مالی خود، خوانندگی را آغاز کرد و به اجرا در کاباره‌های مختلف پرداخت. آشنایی وی با آهنگساز برجسته‌ای چون کیومرث سلیم‌پور که در استانبول اقامت داشت، موجب تولید اولین آلبوم امید شد تا جایی که وی از ترکیه راهی آمریکا شد.
اولین آلبوم او «باران» نام دارد که در ترکیه ضبط شد و توسط شرکت ترانه به مدیریت وارطان آوانسیان و جهانگیر طبریائی در سال ۱۳۷۱ (۱۹۹۲) در آمریکا و اروپا پخش شد. پس از موفقیت این آلبوم، امید چهار آلبوم دیگر به نام‌های «هر دو عاشق» (۱۹۹۵)، «حضرت عشق» (۱۹۹۶)، «پرسه‌های عاشقانه» (۱۹۹۷) و «سربلند» (۱۹۹۹) را به بازار عرضه کرد که با استقبال فراوانی مواجه شد.
آلبوم «پیروزی»، آغاز مجدد فعالیت‌های هنری امید پس از سال‌ها دوری از دنیای موسیقی بود که در سال ۲۰۰۲ منتشر شد. پس از انتشار آن، امید هر ماه کنسرت‌هایی را در شهرهای مختلف برگزار کرد. آلبوم کنسرت‌های امید آلبومی بود که در اکتبر ۲۰۰۴، توسط کمپانی آونگ عرضه شد. 

## همکاری هنری
امید در طول دوران فعالیت خود با بسیاری از چهره‌های نامی و برجستهٔ موسیقی پاپ ایران چون صادق نوجوکی، محمد حیدری، جهانبخش پازوکی، بابک رادمنش، حسن شماعی‌زاده، منوچهر چشم‌آذر و کاظم عالمی همکاری‌های ماندگاری داشته‌است. وی با ترانه‌سرایان شاخصی همچون مسعود امینی، همایون هوشیارنژاد، بیژن سمندر، مسعود فردمنش، اردلان سرفراز، شهیار قنبری، ژاکلین و مینا جلالی نیز همکاری داشته و نیز با گروه مدرن تاگینگ هم‌خوانی داشته‌است.

## همکاری با توماس اندرس
در اواخر سال ۲۰۱۳، اثر مشترک بین‌المللی امید با توماس اندرس (گروه مدرن تاکینگ) به‌نام "We Are One" منتشر شد.

## ترانه‌شناسی
امید تاکنون ۹ آلبوم استودیویی و یک آلبوم اجرای زنده منتشر کرده‌است.
- باران (۱۹۹۲/۱۳۷۱)
- هر دو عاشق (۱۹۹۵/۱۳۷۳)
- حضرت عشق (۱۹۹۶/۱۳۷۵)
- پرسه‌های عاشقانه (۱۹۹۷/۱۳۷۶)
- سربلند (۱۹۹۹/۱۳۷۸)
- پیروزی (۲۰۰۲/۱۳۸۱)
- کنسرت زنده (۲۰۰۴/۱۳۸۳)
- انتظار (۲۰۰۶/۱۳۸۵)
- شب میلاد (۲۰۱۰/۱۳۸۸)
- هوای آزادی (۲۰۱۶/۱۳۹۵)

## آلبوم‌ها

### باران (۱۹۹۳/۱۳۷۲)[۶][۷]
| نام ترانه        | ترانه‌سرا       | آهنگساز             | تنظیم       |
| ---------------- | -------------- | ------------------- | ----------- |
| باران            | رحمان شکوفه‌پور | (کاور از آهنگ ترکی) | مومن سالار  |
| خسته             | عطاءالله تمیمی | سعید مهناویان       | صادق نوجوکی |
| قسمت             | رحمان شکوفه‌پور | کیومرث سلیم‌پور      | مومن سالار  |
| دوست دارم (ترکی) | سلامی شاهین    | کیومرث سلیم‌پور      | مومن سالار  |
| لبات گُلِ اناره    | کیومرث سلیم‌پور | کیومرث سلیم‌پور      | مومن سالار  |
| غمِ ساز           | کیومرث سلیم‌پور | کیومرث سلیم‌پور      | مومن سالار  |
| مو طلایی         | گیتی بهرامی    | کیومرث سلیم‌پور      | شهرام خاوری |
| قسمت (بی‌کلام)    | قسمت (بی‌کلام)  | کیومرث سلیم‌پور      | مومن سالار  |

### هر دو عاشق(۱۹۹۵/۱۳۷۴)[۸]
| نام ترانه    | ترانه‌سرا          | آهنگساز        | تنظیم       |
| ------------ | ----------------- | -------------- | ----------- |
| مهتاب        | بیژن سمندر        | صادق نوجوکی    | صادق نوجوکی |
| کاشکی        | همایون هوشیارنژاد | محمد مقدم      | محمد مقدم   |
| ایران من     | بابک رادمنش       | بابک رادمنش    | مومن سالار  |
| دوستم نداشتی | گیتی بهرامی       | کیومرث سلیم‌پور | مومن سالار  |
| عاشق         | هما میرافشار      | کاظم رزازان    | کاظم عالمی  |
| خودت می‌دونی  | بابک رادمنش       | بابک رادمنش    | محمد مقدم   |
| هر دو عاشق   | جهانبخش پازوکی    | جهانبخش پازوکی | کاظم عالمی  |
| ترکی         | ابراهیم تاتلیس    | ابراهیم تاتلیس | مومن سالار  |

### حضرت عشق(۱۹۹۶/۱۳۷۵)[۹]
| نام ترانه | ترانه‌سرا          | آهنگساز        | تنظیم                   |
| --------- | ----------------- | -------------- | ----------------------- |
| تکیه‌گاه   | مسعود امینی       | محمد حیدری     | منوچهر چشم‌آذر           |
| نوبری     | مسعود امینی       | محمد مقدم      | محمد مقدم               |
| قلندر     | مسعود امینی       | محمد حیدری     | برایان وی               |
| یَمین اِتیم | کایاهان           | کایاهان        | مومن سالار و کاظم عالمی |
| حضرت عشق  | جهانبخش پازوکی    | جهانبخش پازوکی | منوچهر چشم‌آذر           |
| عشق خدایی | همایون هوشیارنژاد | حسن شماعی‌زاده  | منوچهر چشم‌آذر           |
| روزگار    | مسعود امینی       | کاظم رزازان    | کاظم عالمی              |
| حرف نگفته | جهانبخش پازوکی    | جهانبخش پازوکی | کاظم عالمی              |

### پرسه‌های عاشقانه(۱۹۹۷/۱۳۷۶)[۱۱]
| نام ترانه    | ترانه‌سرا          | آهنگساز        | تنظیم         |
| ------------ | ----------------- | -------------- | ------------- |
| حیف که نمیشه | مسعود امینی       | کاظم عالمی     | کاظم عالمی    |
| کوچه وفا     | مینا جلالی        | صادق نوجوکی    | صادق نوجوکی   |
| یاسمین       | ژاکلین            | ژاکلین         | محمد مقدم     |
| چرا با من    | همایون هوشیارنژاد | حسن شماعی‌زاده  | عبدی یمینی    |
| فرمان عشق    | جهانبخش پازوکی    | جهانبخش پازوکی | منوچهر چشم‌آذر |
| دیوونه‌خونه   | مینا جلالی        | صادق نوجوکی    | صادق نوجوکی   |
| لیلا         | علیرضا میبدی      | صادق نوجوکی    | صادق نوجوکی   |
| حریم عاشقی   | بابک رادمنش       | بابک رادمنش    | شوبرت آواکیان |

### سربلند(۱۹۹۹/۱۳۷۸)[۱۲]
| نام ترانه           | ترانه‌سرا          | آهنگساز        | تنظیم         |
| ------------------- | ----------------- | -------------- | ------------- |
| من را به خاطر بسپار | اردلان سرفراز     | محمد حیدری     | مومن سالار    |
| کلبه عشق            | همایون هوشیارنژاد | امید           | شوبرت آواکیان |
| سربلند              | جهانبخش پازوکی    | جهانبخش پازوکی | ران باگنو     |
| عرضم به حضورت       | جهانبخش پازوکی    | حسن شماعی‌زاده  | صادق نوجوکی   |
| شکستنی              | مسعود امینی       | رضا ناروند     | مومن سالار    |
| امید و آرزو         | همایون هوشیارنژاد | عبی یگانه      | مومن سالار    |
| دلخوشی              | جهانبخش پازوکی    | جهانبخش پازوکی | مومن سالار    |
| زنده‌باد زندگی       | مسعود امینی       | مرتضی برجسته   | کاظم عالمی    |

### پیروزی(۲۰۰۲/۱۳۸۱)[۱۳]
| نام ترانه   | ترانه‌سرا               | آهنگساز             | تنظیم         |
| ----------- | ---------------------- | ------------------- | ------------- |
| دوست دارم   | بابک رادمنش            | بابک رادمنش         | بابک رادمنش   |
| تو محشری    | بابک رادمنش            | بابک رادمنش         | شوبرت آواکیان |
| پیروزی      | مهدی داوودی            | امید                | بابک رادمنش   |
| گل رؤیایی   | بابک رادمنش            | بابک رادمنش         | بابک رادمنش   |
| حریر ماه    | مینا جلالی             | صادق نوجوکی         | صادق نوجوکی   |
| همسفر       | مسعود فردمنش           | محمد مقدم           | محمد مقدم     |
| گذرگاه زمان | تورج نگهبان            | رضا ناروند          | مومن سالار    |
| شیرین سوزه  | محلی کردی، گیتی بهرامی | محلی کردی، کاوه شیخ | کاوه شیخ      |

### کنسرت امید در یونیورسال آمفی‌تیاتر(۲۰۰۴/۱۳۸۳)[۱۴]
| نام ترانه       | ترانه‌سرا       | آهنگساز              | رهبر ارکستر           |
| --------------- | -------------- | -------------------- | --------------------- |
| Intro           |                |                      | کاظم عالمی، امیر بدخش |
| باران           | رحمان شکوفه‌پور | برگرفته از آهنگ ترکی | کاظم عالمی، امیر بدخش |
| تکیه‌گاه         | مسعود امینی    | محمد حیدری           | کاظم عالمی، امیر بدخش |
| یاسمین          | ژاکلین         | محمد مقدم            | کاظم عالمی، امیر بدخش |
| گل رؤیایی       | بابک رادمنش    | بابک رادمنش          | کاظم عالمی، امیر بدخش |
| شکستنی          | مسعود امینی    | دکتر ناروند          | کاظم عالمی، امیر بدخش |
| حرف نگفته (مست) | جهانبخش پازوکی | جهانبخش پازوکی       | کاظم عالمی، امیر بدخش |
| فرمان عشق       | جهانبخش پازوکی | جهانبخش پازوکی       | کاظم عالمی، امیر بدخش |
| خسته            | عطاالله تمیمی  | سعید مهناویان        | کاظم عالمی، امیر بدخش |
| روزگار          | مسعود امینی    | کاظم رزازان          | کاظم عالمی، امیر بدخش |
| دوستم نداشتی    | گیتی بهرامی    | کیومرث سلیم‌پور       | کاظم عالمی، امیر بدخش |
| دوست دارم       | بابک رادمنش    | بابک رادمنش          | کاظم عالمی، امیر بدخش |
| تو محشری        | بابک رادمنش    | بابک رادمنش          | کاظم عالمی، امیر بدخش |
| مهتاب           | بیژن سمندر     | صادق نوجوکی          | کاظم عالمی، امیر بدخش |

### انتظار(۲۰۰۶/۱۳۸۵)[۱۵]
| نام ترانه        | ترانه‌سرا    | آهنگساز     | تنظیم       |
| ---------------- | ----------- | ----------- | ----------- |
| طرز نگاهت        | بابک رادمنش | بابک رادمنش | بارُن رادمنش |
| من به‌تو نه نمی‌گم | مینا جلالی  | محمد مقدم   | محمد مقدم   |
| عزیزم            | بابک رادمنش | بابک رادمنش | مومن سالار  |
| بهار             | ژاکلین      | محمد مقدم   | محمد مقدم   |
| انتظار           | بابک رادمنش | بابک رادمنش | بارُن رادمنش |
| بت               | ژاکلین      | محمد مقدم   | محمد مقدم   |
| شورانگیز         | بابک رادمنش | بابک رادمنش | بارُن رادمنش |
| زیر بارون        | بابک رادمنش | بابک رادمنش | بارُن رادمنش |

### شب میلاد(۲۰۱۰/۱۳۸۸)[۱۶]
| نام ترانه          | ترانه‌سرا                     | آهنگساز                 | تنظیم         |
| ------------------ | ---------------------------- | ----------------------- | ------------- |
| آیه‌های بارونی      | مسعود امینی                  | محمد حیدری و مهدی زنگنه | محمد مقدم     |
| فریاد فریاد        | مسعود فردمنش                 | محمد مقدم               | محمد مقدم     |
| شب میلاد           | شهیار قنبری                  | آندرانیک                | آندرانیک      |
| زندگی              | مسعود فردمنش                 | محمد مقدم               | محمد مقدم     |
| تازه‌وارد           | اردلان سرفراز                | فرید زلاند              | شایان امیری   |
| تهی از خویش (آواز) | اسماعیل خوئی                 | رامین زمانی             | رما کانیان    |
| فقط صدام کن        | رامین زمانی و مهیار کاظم‌زاده | رامین زمانی             | رما کانیان    |
| دوباره محشر می‌کنم  | بابک رادمنش                  | بابک رادمنش             | شوبرت آواکیان |
| اگر مانده بودی     | هما میرافشار                 | کاظم عالمی              | کاظم عالمی    |
| گل‌بارون            | اکبر آزاد                    | بابک رادمنش             | یعقوب         |

### هوای آزادی(۲۰۱۶/۱۳۹۵)[۱۷]
| نام ترانه     | ترانه‌سرا       | آهنگساز        | تنظیم          |
| ------------- | -------------- | -------------- | -------------- |
| هوای آزادی    | مسعود امینی    | مجید منتظر     | امیر بدخش      |
| عشق و تمنا    | بیژن سمندر     | صادق نوجوکی    | امیر بدخش      |
| مهربانو       | عباس هژیر      | مجید منتظر     | نیکان ابراهیمی |
| گل‌پوش         | مینا جلالی     | مجید منتظر     | مجید رضازاده   |
| خیال          | مهدی داوودی    | امید           | مجید رضازاده   |
| کوچه درختی    | مینا جلالی     | صادق نوجوکی    | صادق نوجوکی    |
| بیراهه بن‌بست  | امیر شیرازی    | مجید رضازاده   | مجید رضازاده   |
| چکاوک         | پدیده نیشابوری | پیمان ایزدی    | مجید رضازاده   |
| عاشقتم        | مسعود امینی    | مجید منتظر     | کاظم عالمی     |
| خوش‌قدم        | بابک روزبه     | شوبرت آواکیان  | شوبرت آواکیان  |
| برگ‌ریزان      | پدیده نیشابوری | پیمان ایزدی    | رضا طاهری      |
| قرمز          | مسعود امینی    | محمد مقدم      | محمد مقدم      |
| خانه بی‌سقف    | علیرضا میبدی   | جهانبخش پازوکی | عارف شکوری     |
| قرمز (ریمیکس) | مسعود امینی    | محمد مقدم      | MAN BROTHERS   |

## تک‌آهنگ‌ها
| نام ترانه                                              | ترانه‌سرا                  | آهنگساز                             | تنظیم                               | سال       |
| ------------------------------------------------------ | ------------------------- | ----------------------------------- | ----------------------------------- | --------- |
| ایران (اجرای مشترک با لیلا فروهر) (بازخوانی از مازیار) | علیرضا میبدی              | عماد رام                            | رامون                               | ۱۳۸۶ ۲۰۰۷ |
| سرزمین مادری                                           | نیره فروتن                | امید                                | دیوید بتسامو                        | ۱۳۸۷ ۲۰۰۸ |
| من و خود من                                            | رامین زمانی               | رامین زمانی                         | رما کانیان                          | ۱۳۸۷ ۲۰۰۹ |
| رویا (با محمد مقدم)                                    | یغما گلرویی               | محمد مقدم                           | محمد مقدم                           | ۱۳۸۸ ۲۰۰۹ |
| دوباره (محشر می‌کنم)                                    | بابک رادمنش               | بابک رادمنش                         | شوبرت آواکیان                       | ۱۳۸۸ ۲۰۱۰ |
| نگاه اول                                               | مسعود فردمنش              | محمد مقدم                           | محمد مقدم                           | ۱۳۹۰ ۲۰۱۲ |
| قرمز                                                   | مسعود امینی               | محمد مقدم                           | محمد مقدم                           | ۱۳۹۱ ۲۰۱۲ |
| خانه بی‌سقف                                             | علیرضا میبدی              | جهانبخش پازوکی                      | عارف شکوری                          | ۱۳۹۲ ۲۰۱۳ |
| ما یکی هستیم (اجرای مشترک با توماس اندرس)              | مینا جلالی و Marcia Linde | فرهاد زند و Uwe Fahrenkrog Petersen | فرهاد زند و Uwe Fahrenkrog Petersen | ۱۳۹۲ ۲۰۱۳ |
| خوش‌قدم                                                 | بابک روزبه                | شوبرت آواکیان                       | شوبرت آواکیان                       | ۱۳۹۳ ۲۰۱۴ |
| عاشقتم                                                 | مسعود امینی               | مجید منتظر                          | کاظم عالمی                          | ۱۳۹۳ ۲۰۱۴ |
| لطیفه                                                  | پدیده نیشابوری            | پیمان ایزدی                         | حمید مجدی                           | ۱۳۹۳ ۲۰۱۴ |
| برگ‌ریزان                                               | پدیده نیشابوری            | پیمان ایزدی                         | رضا طاهری                           | ۱۳۹۴ ۲۰۱۵ |
| نماز عشق                                               | مجید منتظر                | مجید منتظر                          | مجید رضازاده                        | ۱۳۹۵ ۲۰۱۷ |
| یاران                                                  | م. پرتو و فریدون علیخانی  | کاظم عالمی                          | کاظم عالمی                          | ۱۳۹۸ ۲۰۱۹ |
| ناامیدی هرگز                                           | جهانبخش پازوکی            | جهانبخش پازوکی                      | مجید رضازاده                        | ۱۳۹۸ ۲۰۱۹ |
| سرباز میهن                                             | امید و مجید منتظر         | امید و مجید منتظر                   | کاظم عالمی                          | ۱۴۰۰ ۲۰۲۱ |
| مگه نمیدونی                                            | بابک رادمنش               | بابک رادمنش                         | مجید رضازاده                        | ۱۴۰۱ ۲۰۲۲ |
| شهر من                                                 |                           |                                     |                                     | ۱۴۰۱ ۲۰۲۲ |
| آغوش                                                   | بابک صحرایی               | کاظم عالمی                          | کاظم عالمی                          | ۱۴۰۳ ۲۰۲۴ |
| بازخوانی انتظار و خوش آمدی (با همراهی جمشید)           | بابک رادمنش               | بابک رادمنش                         | مجید رضازاده                        | ۱۴۰۴ ۲۰۲۵ |